# 吴氏岩蜥
吴氏岩蜥为鬣蜥科岩蜥属的爬行动物，是中国的特有物种。分布于西藏林芝县、波密县和墨脱县等地，多栖息于多砾石的石山地区。其生存的海拔范围为2150至2350米。该物种的模式产地在西藏波密。

## 命名
1995～1996年，赵尔宓在撰写《中国动物志·蜥蜴亚目》卷鬣蜥科岩蜥属（Laudakia）时，在中国科学院成都生物研究所两栖爬行动物研究室收藏的岩蜥属标本中发现采自西藏自治区波密县易贡及通麦的9号标本在《西藏两栖爬行动物》书中被鉴定为喜山鬣蜥拉萨亚种（Agama himalayanasacra）已上升为种，改属岩蜥属，而称为拉萨岩蜥（Laudakia sacra）其与拉萨岩蜥并不是同一种动物，于是将这个未经描述的新种订名为吴氏岩蜥（Laudakia wui），种加名“wui”纪念1973年中国科学院成都生物研究所西藏两栖爬行动物考察队已故的吴学恩队长。

## 保护
本种于2023年被收录入《有重要生态、科学、社会价值的陆生野生动物名录》。